# Björn Eriksen
Björn Fredrik Eriksen, född 11 september 1948, död 6 november 2005 i Barkarby församling, var en svensk datatekniker och internet-pionjär.

## Biografi
Björn Eriksen arbetade på programutvecklingsföretaget Enea, där man var först i Sverige att koppla sig till Internet via uppringd förbindelse. Han kan sägas ha varit den första att ta emot e-mail till en svensk adressat. Mailet kom 1983 från Amsterdam och Jim McKie på European Unix Network och var endast ett besked om att det var ett testmail. Han tog emot mailet med en VAX 780 med operativsystemet BSD Unix, som var placerad hos Enea i Täby. E-mailen förmedlades med UUCP och X.25 och inte via internetprotokollet TCP/IP, vilket har fått att vissa ifrågasätta om mailet verkligen kan sägas ha vara det första som skickats via just "internet". E-mail hade vid tidpunkten även tidigare skickats från Sverige, via KOM-systemet 1982, men via brygga.
År 1986 registrerade Björn Eriksen Sveriges nationella toppdomän .se vilket var en av de första lands-toppdomänerna. Han var sedan handläggare och formell ägare av toppdomänen och skötte detta omfattande arbete i princip ensam från sitt vardagsrum i 11 år, fram till 1997. Den första svenska domänen var Enea.se vilket var Björn Eriksens dåvarande arbetsplats. I början avgjorde Eriksen själv vilka domännamn som kunde godkännas och tillämpade restriktiva regler vilka bland annat innebar att inga privatpersoner kunde få domännamn, och företag kunde få ett enda. Detta resulterade i stämningsansökningar och enligt honom själv kallades han "Internets diktator i Sverige". Allt eftersom internets popularitet ökade blev hans arbete ohållbart då han tvingades arbeta i princip dygnet runt med administrationen. Kungliga Tekniska högskolan, som Eriksen började arbeta på 1988, ansåg till slut att domännamnsregistreringen inte längre kunde ligga inom deras verksamhetsområde. Därför bildas IIS (Stiftelsen för Internetinfrastruktur, i dag Internetstiftelsen i Sverige) och 1997 skrev han på ett avtal där IIS tog över rätten till toppdomänen .se.
Han anställdes 1988 av Kungliga Tekniska högskolan (KTH) som tekniskt ansvarig för SUNET-gruppen (numera KTH Network Operations Centre) och ansvarade då för den tekniska driften av Sunet och det nordiska universitetsdatornätet NORDUnet. Han delade även ut och registrerade IP-nummerserier till företag och organisationer som var tidigt ute med att ansluta sig till internet.
Eriksen avled 2005 i en ålder av 57 år i sitt hem i sviterna av hjärninflammation. Han är gravsatt i minneslunden på Görvälns griftegård.